# Dingolfing
Dingolfing (baw. Dinglfing) – miasto powiatowe w Niemczech, w kraju związkowym Bawaria, w rejencji Dolna Bawaria, w regionie Landshut, siedziba powiatu Dingolfing-Landau. Leży około 90 km na północny wschód od Monachium, nad rzeką Izara, przy autostradzie A92 i linii kolejowej Landshut – Deggendorf.
Tu firma BMW zbudowała swoją największą fabrykę. W listopadzie 2005 roku pracowało tu 22 tys. osób. Z powodu bliskości gór miasto nastawione jest na turystykę.
W Dingolfing znajduje się Klasztor Sióstr Klarysek. W 1998 roku przybyły tu cztery polskie siostry klaryski z Miedniewic, by wspomóc personalnie tutejszy klasztor, wspólnie kontynuując kontemplacyjno-klauzurowy charyzmat św. Klary z Asyżu. W styczniu 2007 wspólnota liczyła dziewięć sióstr, w tym siedem profesek, jedna nowicjuszka i jedna postulantka.

## Podział administracyjny
W skład miasta wchodzą następujące części miejscowości:
- Altstadt
  - Obere Stadt
  - Untere Stadt
- Gries
- Fischerei
- Krautau
- Schulviertel
- Waldesruh
- Spiegelbrunn
- Oberdingolfing
- Brunnerfeld
- Höll Ost
- Sossau
- Salitersheim
- Geratsberg

## Demografia
Dane o ludności z 31 grudnia 2008:
| Opis                                | Ogółem | Ogółem | Kobiety | Kobiety | Mężczyźni | Mężczyźni |
| ----------------------------------- | ------ | ------ | ------- | ------- | --------- | --------- |
| Jednostka                           | osób   | %      | osób    | %       | osób      | %         |
| Populacja                           | 18 229 | 100    | 9081    | 49,82   | 9148      | 50,18     |
| Wiek przedprodukcyjny (0–17 lat)    | 3231   | 17,72  | 1579    | 8,66    | 1652      | 9,06      |
| Wiek produkcyjny (18–65 lat)        | 11 607 | 63,67  | 5583    | 30,63   | 6024      | 33,05     |
| Wiek poprodukcyjny (powyżej 65 lat) | 3391   | 18,6   | 1919    | 10,53   | 1472      | 8,08      |

## Polityka
Burmistrzem jest Josef Pellkofer z UWG. Rada miasta składa się z 24 osób.
|      | CSU | SPD | UWG | BL | Razem |
| 2008 | 7   | 7   | 7   | 3  | 24    |
| 2002 | 9   | 6   | 6   | 3  | 24    |

## Współpraca
Miejscowości partnerskie:
- Brumath, Francja
- Enns, Austria

## Osoby urodzone w Dingolfing
- Marco Sturm – hokeista
- Roman Zirngibl – historyk